# Kanton Tours-Ouest
Der Kanton Tours-Ouest war von 1956 bis 2015 ein französischer Wahlkreis im Arrondissement Tours, im Département Indre-et-Loire und in der Region Centre-Val de Loire.
Der Wahlkreis umfasste den Westen der Stadt Tours. 